# Лінда Перрі
Лінда Перрі (Linda Perry, народилась 15 квітня 1965 в Спрингфілд, Массачусетс) — американська рок-співачка, композиторка, музикантка, авторка пісень і музична продюсерка. Першого успіху домоглася із 4 Non Blondes. Після виходу з гурту утворила два рекорд-лейбли і написала кілька відомих хітів, зокрема, для Гвен Стефані («What You Waiting For?»), Пінк («Get the Party Started»), Крістіни Агілери («Beautiful»).

## Біографія
Народилася 15 квітня 1965 року в Спрингфілді, штат Міннесота.
У 21 рік переїхала в Сан-Франциско із Сан-Дієго, де пройшло її дитинство, і почала музичну кар'єру.

### 4 Non Blondes
У 1989 році утворився жіночий гурт 4 Non Blondes, в який також входили: басистка Кріста Гіллхаус (Christa Hillhouse), Шона Голл (Shauna Hall) і Ванда Дей (Wanda Day).
У 1992-му році вийшов дебютний альбом «Bigger, Better, Faster, More», що включав у себе хіт «What's Up?». Ще через два роки Перрі полишила гурт.

## Особисте життя
Лінда Перрі відкрита лесбійка.

## Дискографія

### 4 Non Blondes
- Bigger, Better, Faster, More (1992)
- Dear Mr. President (Live in Italy) (1993) — (1994)

Альбоми
- In Flight(1996)
- After Hours(1999)
- In Flight(2005, перевипуск)

Саундтреки
Ворон 2: Місто ангелів(1996), Hollywood Records (30 серпня 1996)
- «Knock Me Out» Linda Perry